# Dieter Kaufmann (Attentäter)
Dieter Kaufmann (* 20. Oktober 1953 in Appenweier; † 5. Mai 2019) wurde durch sein am 12. Oktober 1990 verübtes Attentat auf den CDU-Politiker Wolfgang Schäuble bekannt.

## Vor dem Attentat
Dieter Kaufmann wurde im Jahr 1953 im baden-württembergischen Appenweier geboren, wo er auch aufgewachsen ist und seine schulische Laufbahn abschloss. Sein Vater Günter Kaufmann war von 1969 bis 1977 Bürgermeister von Appenweier.
Kaufmann war ab seiner Jugend über mehrere Jahre hinweg drogenabhängig und aufgrund mehrerer Suizid-Versuche einige Male Patient in Krankenhäusern zur stationären, psychiatrischen Behandlung. Später machte er sich mit einer Gaststätte selbständig und häufte dabei Schulden an, die er mit Tätigkeiten als Drogendealer auszugleichen suchte und dadurch in den Jahren danach mehrmals mit dem Gesetz in Konflikt geriet. Wegen eines verübten Einbruchs in eine Apotheke zur Medikamentenbeschaffung wurde er im Jahr 1981 zu einer Bewährungsstrafe verurteilt. 1986 wurde er während eines Urlaubsaufenthaltes in Spanien wegen des illegalen Besitzes von 20 kg Haschisch festgenommen und diesmal zu einer Haftstrafe in Höhe von zweieinhalb Jahren verurteilt. Wolfgang Schäuble, in dessen Wahlkreis der Ort Appenweier lag, setzte sich maßgeblich dafür ein, dass Kaufmann seine Haftstrafe in einer bundesdeutschen Justizvollzugsanstalt verbüßen konnte, die bis 1988 dauerte. Nach seiner Haftentlassung hatte Kaufmann erneut mit Wahnvorstellungen zu kämpfen. Er war danach beruflich bis zum Oktober 1990 als Vermessungstechniker tätig.

## Attentat
Bei einer Wahlkampfveranstaltung zur anstehenden Bundestagswahl 1990 hielt Wolfgang Schäuble eine Rede, nach dieser näherte sich Dieter Kaufmann ihm von hinten und gab zwei Schüsse auf Schäuble ab. Schäuble wurde in den Kiefer und ins Rückenmark getroffen. Dieter Kaufmann wurde unmittelbar nach der Tat von mehreren Personen überwältigt und von einigen anwesenden Polizisten festgenommen.

## Vernehmung und Folgen
Kaufmann hatte die Tatwaffe für den Angriff kurz zuvor noch aus dem Waffenschrank seines Vaters entwendet und fuhr daraufhin mit dem Linienbus nach Oppenau. Bei seinen ersten Vernehmungen behauptete er, dass der bundesdeutsche Staat alle Bürger bedrohe und ihn selbst im Besonderen. Die Bürger würden dabei mittels elektrischer Wellen und Lauttechnik gefoltert und ihnen zudem in den Köpfen und im Zwölffingerdarm elektrolytisch erhebliche Schmerzen zugefügt, wofür Wolfgang Schäuble allein die Hauptverantwortung trage, da er die staatlichen Überwachungsaktionen angeordnet habe. Als alternatives Attentatsziel habe er den damaligen Bundeskanzler Helmut Kohl anvisiert und ins Auge gefasst, diesen Plan später allerdings wieder verworfen. Insgesamt habe Kaufmann das Attentat über ein halbes Jahr lang geplant.
Dieter Kaufmann wurde Mitte Oktober 1990 dann in eine Untersuchungshaftanstalt gebracht und im darauffolgenden Prozess am 6. Mai 1991 von einer Schwurgerichtskammer des Landgerichts Offenburg aufgrund einer bei ihm diagnostizierten paranoid-halluzinatorischer Schizophrenie für schuldunfähig erklärt und zur Unterbringung in eine psychiatrische Klinik eingewiesen. Am 12. Oktober 1995, dem fünften Jahrestag des Attentats, bat Kaufmann brieflich und im öffentlichen Rundfunk Schäuble um Verzeihung.
Im Herbst 2004 wurde Kaufmann wieder entlassen und lebte fortan auf Probe einige Zeit lang in einer Wohngemeinschaft. Er blieb allerdings weiterhin in ambulanter psychotherapeutischer Behandlung. Kaufmann starb nach längerer Erkrankung im Mai 2019 im Alter von 65 Jahren.